# DAF 65/75/85

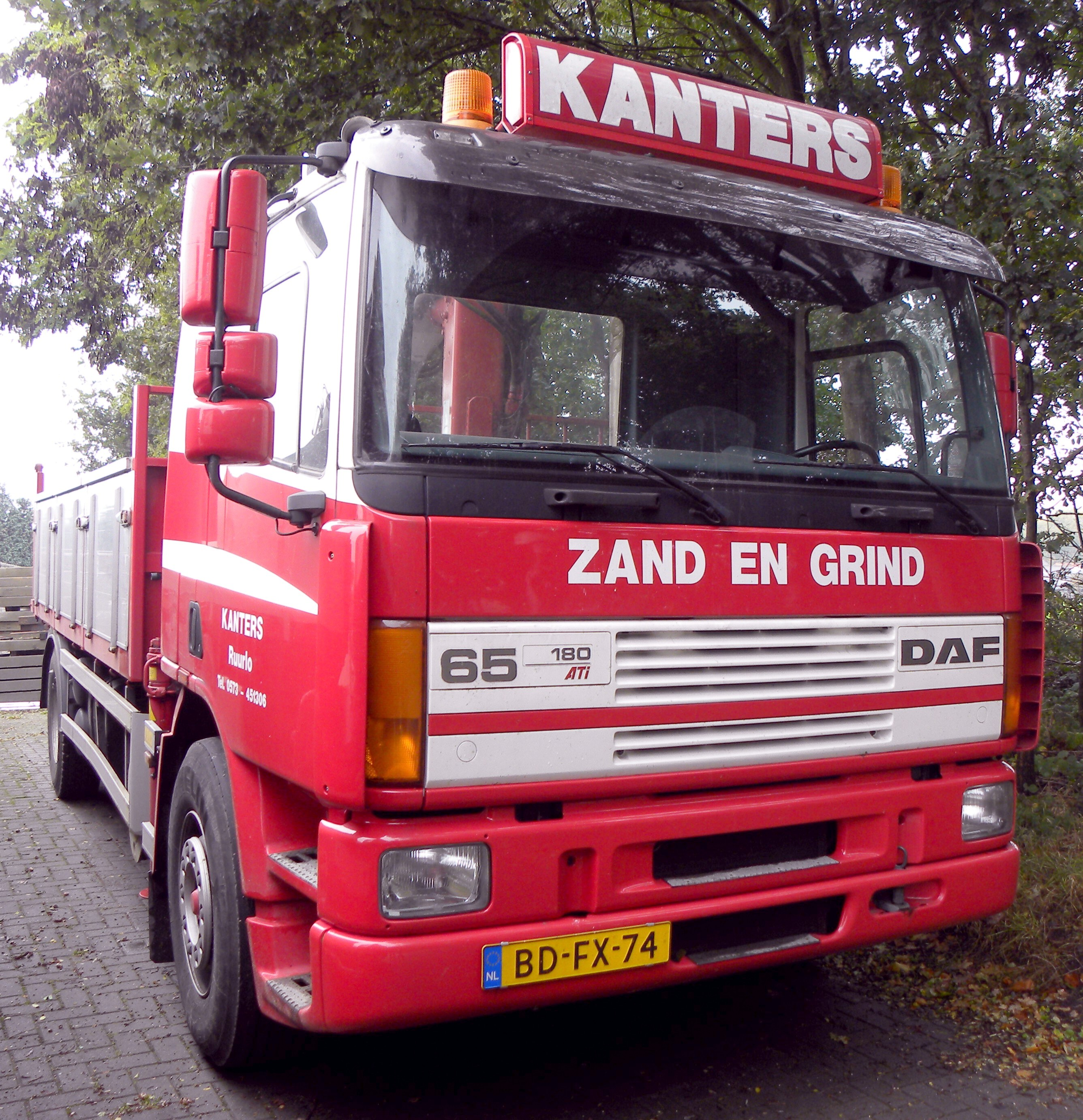
DAF 65

De DAF 65/75/85 was een serie vrachtwagens van de Nederlandse vrachtautofabrikant DAF. Het volgde in 1992 de DAF F220 op en zou zelf worden opgevolgd door de DAF 65CF/75CF/85CF-serie in 1997. Het gaat om een middelzware vrachtwagen, onder de zwaardere DAF 95 en boven de DAF 45/55.
Toen DAF begon in het European Truck Racing Championship, gebruikte het de cabine van de DAF 85. Uniek in het truckracen was dat men het stuurwiel in het midden plaatste.